# جرج‌تاون (فلوریدا)
جرج‌تاون (به انگلیسی: Georgetown) یک منطقهٔ مسکونی در ایالات متحده آمریکا است که در شهرستان پاتنم، فلوریدا واقع شده‌است. جرج‌تاون ۷٫۰۱ متر بالاتر از سطح دریا واقع شده‌است.